# Gregor Kresal
Gregor Kresal, slovenski alpinist, arhitekt in režiser, * 21. maj 1969.
Kresal je svoje prve plezalne vzpone opravil leta 1984. Med letoma 1991 in 2007 je bil pri Olimpijskem komiteju Slovenije kategoriziran kot vrhunski športnik državnega in mednarodnega razreda. Med letoma 2000 in 2007 je na Planinski zvezi Slovenije (PZS) opravljal funkcijo načelnika komisija za alpinizem (KA), nekaj let pa je vodil tudi podkomisijo za vrhunski alpinizem (PZVA). Leta 1995 mu je PZS podelila priznanje za najboljši domači vzpon, potem ko je v navezi z Miho Kajzljem prvi prosto preplezal znameniti Obraz Sfinge v Triglavski severni steni. Zanj je dobil tudi priznanje Mestne občine Ljubljana, ki mu ga je nato podelila še enkrat leta 2000 za prvi slovenski vzpon v do tedaj najtežji kombinirani smeri na svetu, The Empire Strikes Back (M11) v italijanski Aosti. V letih 2006 in 2007 je za vrhunske dosežke v športu prejel tudi priznanji občine Medvode.
Med letoma 1993 in 2008 se je kot član ali vodja udeležil več kot dvajsetih alpinističnih odprav v svetovna gorstva. Skupno je opravil preko 700 plezalnih vzponov, od tega več kot 100 prvenstvenih. Svoje bogate izkušnje iz lednega plezanja je leta 2007 zbral v obsežnem plezalnem vodniku Ledni vzponi, v katerem je popisal ledne, snežne in kombinirane smeri celotne Slovenije in nekaterih področij zamejstva.
Študij arhitekture je na ljubljanski Fakulteti za Arhitekturo (FA) zaključil leta 1997, do leta 2004 pa je bil kot zunanji sodelavec, pri UNIARH d.o.o. tam tudi zaposlen. Med letoma 2004 in 2008 je bil kot vrhunski športnik zaposlen na carinski upravi Ministrstva za finance RS.
S produkcijo filmov se je začel ukvarjati leta 2002, prvi večji uspeh pa doživel leta 2011 z dokumentarno-igranim filmom Sfinga, ki je prejel več kot 20 nagrad na mednarodnih filmskih festivalih. Leta 2016 je na Maharishi University of Management v ZDA, pod mentorstvom znamenitega hollywoodskega režiserja Davida Lyncha, opravil magisterij iz filma.